# Kevin Moore (lekkoatleta)
Kevin Moore (ur. 29 lipca 1990) – australijski lekkoatleta, sprinter. Od maja 2011 reprezentuje Maltę.

## Osiągnięcia
| Rok  | Impreza                                | Miejsce    | Konkurencja        | Lokata     | Wynik   |
| ---- | -------------------------------------- | ---------- | ------------------ | ---------- | ------- |
| 2008 | Igrzyska Wspólnoty Narodów młodzieży   | Pune       | bieg na 200 m      | 5. miejsce | 21,76   |
| 2008 | Igrzyska Wspólnoty Narodów młodzieży   | Pune       | sztafeta 4 x 100 m | 2. miejsce | 41,08   |
| 2010 | Puchar interkontynentalny              | Split      | sztafeta 4 x 400 m | 4. miejsce | 3:03,66 |
| 2010 | Igrzyska Wspólnoty Narodów             | Nowe Delhi | sztafeta 4 x 400 m | 1. miejsce | 3:03,30 |
| 2013 | Mistrzostwa świata                     | Moskwa     | bieg na 400 m      | eliminacje | 47,52   |
| 2014 | III liga drużynowych mistrzostw Europy | Tbilisi    | bieg na 200 m      | 1. miejsce | 21,06   |
| 2014 | Igrzyska Wspólnoty Narodów             | Glasgow    | bieg na 200 m      | eliminacje | 21,07   |
| 2014 | Mistrzostwa Europy                     | Zurych     | bieg na 100 m      | eliminacje | 10,49   |
| 2014 | Mistrzostwa Europy                     | Zurych     | bieg na 200 m      | eliminacje | 21,03   |
| 2016 | Mistrzostwa małych krajów Europy       | Marsa      | bieg na 100 m      | 3. miejsce | 10,87   |
| 2016 | Mistrzostwa małych krajów Europy       | Marsa      | bieg na 200 m      | 3. miejsce | 21,87   |
| 2016 | Mistrzostwa Europy                     | Amsterdam  | bieg na 100 m      | –          | DSQ     |

Medalista igrzysk małych państw Europy, mistrzostw Australii oraz mistrzostw Malty.

## Rekordy życiowe
- bieg na 100 metrów – 10,49 (2014) rekord Malty
- bieg na 200 metrów – 21,03 (2014) rekord Malty
- bieg na 400 metrów – 46,13 (2010), Moore jest rekordzistą Malty na tym dystansie (47,26 w 2013)